# Trainer-Championat (Hindernisrennen)
Das Trainer-Championat für Hindernisrennen der Trainer im deutschen Galoppsport gewinnt der Trainer, dessen Pferde innerhalb einer Saison die meisten Siege bei Hindernisrennen auf deutschen Galopprennbahnen erritten haben. 

## Liste der Sieger (die letzten Jahre)
- 2024: Christian von der Recke[1]
- 2023: Christian von der Recke
- 2023: Anna Schleusner-Fruhriep
- 2022: Anna Schleusner-Fruhriep
- 2021: Anna Schleusner-Fruhriep
- 2020: Anna Schleusner-Fruhriep
- 2019: Anna Schleusner-Fruhriep
- 2018: Anna Schleusner-Fruhriep
- 2017: Christian von der Recke
- 2016: Pavel Vovcenko
- 2015: Pavel Vovcenko
- 2014: Pavel Vovcenko
- 2013: Pavel Vovcenko
- 2012: Elfi Schnakenberg
- 2011: Elfi Schnakenberg
- 2010: Elfi Schnakenberg
- 2009: Elfi Schnakenberg
- 2008: Christian von der Recke
- 2007: Christian von der Recke
- 2006: Christian von der Recke
- 2005: Otto Werner Seiler
- 2004: Christian von der Recke
- 2003: Mario Hofer
- 2002: Mario Hofer
- 2001: Christian von der Recke
- 2000: Christian von der Recke
- 1999: Christian von der Recke
- 1998: Christian von der Recke
- 1997: Christian von der Recke
- 1996: Uwe Stoltefuß
- 1995: Christian von der Recke
- 1994: Christian von der Recke
- 1993: Uwe Stoltefuß
- 1992: Uwe Stoltefuß
- 1991: Uwe Stoltefuß
- 1990: Uwe Stoltefuß

## Weitere Auszeichnungen
- Deutsches Trainer-Championat für Flachrennen